# Gene Taylor (Politiker, 1953)

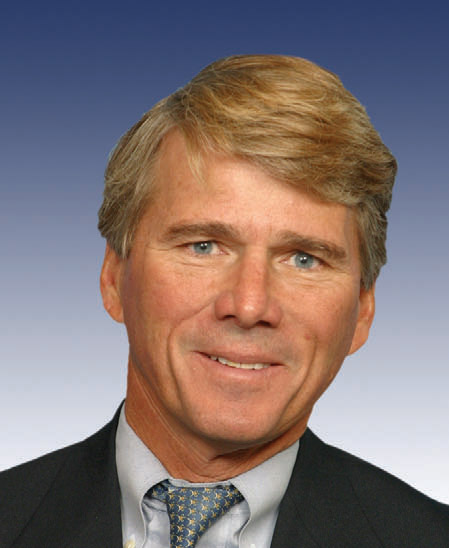
Gene Taylor

 Gary Eugene „Gene“ Taylor  (* 17. September 1953 in New Orleans, Louisiana) ist ein US-amerikanischer Politiker. Zwischen 1989 und 2003 vertrat er den fünften Wahlbezirk des Bundesstaates Mississippi im US-Repräsentantenhaus, von 2003 bis 2011 war er Vertreter des dritten Wahlbezirks.

## Werdegang
Gene Taylor besuchte bis 1971 die DeLaSalle High School in New Orleans und studierte danach bis 1976 an der Tulane University; später setzte er seine Studienzeit an der University of Southern Mississippi in Hattiesburg fort. Von 1971 bis 1984 war er Mitglied der Reserve der US-Küstenwache. Politisch schloss er sich der Demokratischen Partei an. Von 1981 bis 1983 war er Stadtrat in Bay St. Louis (Mississippi). Von 1984 bis 1989 gehörte er dem Staatssenat an.
Bei den Kongresswahlen des Jahres 1988 kandidierte Taylor erfolglos für einen Sitz im US-Repräsentantenhaus. Nach dem Tod des Kongressabgeordneten Larkin I. Smith wurde Taylor bei den fälligen Nachwahlen im fünften Distrikt dann doch in das Parlament in Washington gewählt. In den folgenden Jahren wurde er jeweils bestätigt. Nach einer Neueinteilung der Wahlkreise wurde er 2002 Abgeordneter des vierten Bezirks. Taylor galt im House als einer der konservativsten Abgeordneten der Demokratischen Partei. Er stimmte bei der Diskussion um eine Amtsenthebung von Präsident Bill Clinton gegen den demokratischen Präsidenten; dieser schaffte trotzdem eine Mehrheit, die ihn zum Verbleib in seinem Amt ermächtigte. Im Jahr 2004 stimmte Taylor bei 54 % der Abstimmungen im Kongress mit den republikanischen Abgeordneten. Auf der anderen Seite kritisierte er die Haushaltspolitik von Präsident George W. Bush sowie die Maßnahmen der Bundesregierung zur Bewältigung der Folgen des Hurrikan Katrina. Taylor war Mitglied im Streitkräfteausschuss sowie im Ausschuss für Verkehr und Infrastruktur. Außerdem war er in jeweils zwei Unterausschüssen vertreten. Am 3. Januar 2011 schied er aus dem Kongress aus.
Er ist mit Margaret Gordon Taylor verheiratet.